# ویلیام راتسلر
ویلیام راتسلر (انگلیسی: William Rotsler؛ ۳ ژوئیهٔ ۱۹۲۶ – ۸ اکتبر ۱۹۹۷) رمان‌نویس داستان‌های علمی-تخیلی، نقاش انیمیشن و فعال در زمینهٔ پورنوگرافی اهل کشور ایالات متحده آمریکا بود. وی در طول زندگی اش ۴ بار برندهٔ جایزه هوگو و یک بار نامزد دریافت جایزه نبولا شد. این هنرمند سابقهٔ نویسندگی، کارگردانی یا بازیگری در حدود ۱۲ فیلم پورنوگرافی را دارد.